# Мандрога (приток Свири)
Мандрога — река в России, протекает по Лодейнопольскому району Ленинградской области.
Исток — озеро Мандрогское у границы с Карелией. Течёт на юго-восток по ненаселённой местности, впадает в Свирь с правого берега в 90 км от устья последней, ниже устья Сары. В нижнем течении на реке имеются пороги. Длина реки составляет 28 км, площадь водосборного бассейна — 215 км².
Притоки (от истока к устью):
- Петручей (левый)
- Авгуй (левый)

## Данные водного реестра
По данным государственного водного реестра России относится к Балтийскому бассейновому округу, водохозяйственный участок реки — Свирь без бассейна Онежского озера, речной подбассейн реки — Свирь (включая реки бассейна Онежского озера). Относится к речному бассейну реки Нева (включая бассейны рек Онежского и Ладожского озера).
Код объекта в государственном водном реестре — 01040100712102000012677.